# Justin Lin
Justin Lin (chino tradicional: 林詣彬 ; chino simplificado : 林诣彬 ; pinyin : Lin Yibin; Taipéi, Taiwán; 11 de octubre de 1971) es un director de cine taiwanés, cuyas películas han recaudado más de 2 mil millones de dólares en todo el mundo. Es más conocido por su trabajo en Better Luck Tomorrow, en la saga The Fast and the Furious y por la serie de comedia Community, así como también por dirigir Star Trek Beyond.

## Biografía

### Primeros años
Lin nació en Taipéi, capital de Taiwán, y creció en un barrio de clase trabajadora en el condado de Orange, California. Asistió a la Universidad de California en San Diego por dos años, antes de transferirse a la Universidad de Los Ángeles, donde obtuvo una maestría en dirección de cine.
Shopping for Fangs (1997) fue la primera película de Lin, que codirigió con el también alumno de la Escuela de Cine de UCLA Quentin Lee, cuando ambos todavía estaban estudiando allí. Estuvo protagonizada por John Cho y se la considera actualmente un "clásico de culto" entre las películas independientes asiático-americanas. 
En 2000, Lin escribió y dirigió un documental, Crossover, que se centró en el fenómeno de las Ligas de Básquetbol Japonesas-Americanas, las cuales fueron establecidas en la década de 1930. También dirigió un cortometraje que se estrenó en el Festival de Sundance, La Revolución de Iguodala! (2007).

### Carrera

#### The Fast and the Furious
Su tercer largometraje, The Fast and the Furious: Tokyo Drift, se estrenó en los cines estadounidenses el 16 de junio de 2006. Pese a recibir críticas mixtas, Tokyo Drift recaudó más de $24 millones de dólares en su primer fin de semana. Al 28 de enero de 2007, la taquilla nacional totalizó $62,514,415, con otros $ 95,953,877 en la taquilla extranjera, para un ingreso total de $158,468,292. Con Tokyo Drift, Lin establecería su reputación para ser el director de las tres siguientes películas de la franquicia The Fast and the Furious. Inicialmente se le propuso dirigir la película después del éxito de su filme Better Luck Tomorrow en Sundance y tras concluir su primera película de estudio, Annapolis, pero Lin estableció algunas "condiciones", ya que el guion era simplemente sobre «coches girando alrededor de estatuas budistas y niñas geisha». En cambio, Lin quería hacer una película sobre el Japón, que era «mucho más posmoderna», como él menciona, con la intención de hacer una película en una escala más global y que iba en contra de los estereotipos preconcebidos.
Después de Tokyo Drift, Lin fue a hacer una película independiente, Finishing the Game, que es una interpretación cómica de los acontecimientos que rodean la producción de la última película de Bruce Lee, Game of Death. Se estrenó en el Festival de Cine de Sundance 2007, y también fue seleccionada como la película de la noche de apertura de la 25a Festival de Cine Internacional de San Francisco asiático-americano, el 23 Festival de Los Ángeles Asian Pacific Film, el 30 Festival Internacional de Cine de Asia y de América en Nueva York, el Festival de Cine de desorientar de Oregón, el Cine Asiático Festival de Dallas , el 2007 Festival de Cine Americano de CC Asia y el Pacífico, y el 11 anual Festival de Cine Asiático de Vancouver.
Lin volvió a dirigir Fast & Furious, la cuarta de la serie de películas, que se inauguró el 3 de abril de 2009. En su primer día de lanzamiento de la película recaudó $ 30,5 millones, y alcanzó su punto máximo en el primer lugar de la taquilla de fin de semana con $ 70,9505 millones. Se llevó a cabo el título para el primer fin de semana de mayor recaudación vez en abril en ese momento. Como de 24 de mayo de 2009, la película ha recaudado un total de US $ 345 755 411 en todo el mundo. Lin dirigió y lanzó el seguimiento película Fast Five en 2011, que ostenta el título para el fin de semana de la apertura más taquillera vez en abril, con un estimado de $ 83.600.000, y de cualquier película basada en el automóvil. El récord previo fue sostenida por los coches, que recaudó $60.1 millones. Fast Five también rompió récords de taquilla por ser la segunda más alta primer fin de semana de primavera, y superó a Fast & Furious (2009) para convertirse en la película más taquillera de la saga. Fast Five ha recaudado más de 625 millones dólares en todo el mundo, por lo que es el número 63 en la lista mundial de todos los tiempos de las películas más taquilleras (en dólares no ajustados), y la séptima película más taquillera de 2011.
Lin continuó dirigiendo las películas de la serie con su sexta entrega, Fast & Furious 6. Se convirtió en el más grande del Memorial Day Weekend bruto para una película universal nunca (un récord de $120 millones para un total mundial de $ 317 000 000), también casi el doble de la bruto de The Hangover Part III. También se convirtió en la más taquillera de Universal Pictures de la película en el Reino Unido. Apertura de fin de semana bruto de la película en el Reino Unido fue el mayor de cualquier otro de la serie. En concreto en el Reino Unido, la película se llevó $4,400,000 durante su día de apertura de 462 pantallas, el día de apertura más grande tanto para El Fast and the Furious franquicia y universal en ese mercado, el segundo mayor apertura de 2013 detrás de Iron Man 3 ($ 4,7 millones), y el número 1 película del día con 54% del mercado. En el Reino Unido, película también terminó como el número uno de la película del fin de semana, dando un total de $ 13.8 millones; esta cifra lo convirtió en el mejor estreno de la franquicia, Universal, una película de Vin Diesel o Dwayne Johnson, y el segundo mejor estreno de 2013 de nuevo detrás de Iron Man 3 ($17.6 millones). La película también ha funcionado relativamente bien críticamente : por ejemplo, en Metacritic, tiene "críticas generalmente favorables" y en Rotten Tomatoes las bandas sonoras superiores a un 73%, con un índice de aprobación audiencia del 95%.
En mayo de 2018, Vin Diesel confirmó que Lin volvería a ser director de la saga Fast & Furious, dirigiendo la novena película de la saga y después de su éxito se anunciaron dos películas más. A pocos días de comenzar a filmar Fast X, la décima película Justin Lin decidió abandonar el proyecto argumentando diferencias creativas aunque se mantendrá como productor.

## Filmografía
| Año  | Película                              | Notas                      |
| ---- | ------------------------------------- | -------------------------- |
| 1997 | Shopping for Fangs                    | Codirigida por Quentin Lee |
| 2000 | Interactions                          |                            |
| 2000 | Crossover                             |                            |
| 2002 | Better Luck Tomorrow                  |                            |
| 2005 | Spotlighting                          |                            |
| 2006 | Annapolis                             |                            |
| 2006 | The Fast and the Furious: Tokyo Drift |                            |
| 2007 | Finishing the Game                    |                            |
| 2007 | La Revolución de Iguodala!            |                            |
| 2009 | Fast & Furious                        |                            |
| 2010 | Community                             | Serie de NBC               |
| 2011 | Fast Five                             |                            |
| 2013 | Fast & Furious 6                      |                            |
| 2014 | Scorpion                              | Serie de CBS               |
| 2015 | True Detective                        | Serie de HBO               |
| 2016 | Star Trek Beyond                      | También Productor          |
| 2021 | F9                                    |                            |
| TBA  | Hot Wheels                            |                            |